# Структуромінливі сполуки
Структу́ромінли́ві сполу́ки (рос. гибкие химические соединения, англ. fluxional chemical species) — хімічні речовини, молекули яких здатні зазнавати швидких вироджених перегрупувань. Наприклад, бульвален може зазнавати 1 209 600 змін у розташуванні десяти своїх CH-груп.
Перегрупування фіксуються методами, що дозволяють спостерігати за поведінкою індивідуальних ядер в речовині (наприклад, ЯМР).